# Michail Alexandrowitsch Ignatow
Michail Alexandrowitsch Ignatow (russisch Михаил Александрович Игнатов; * 4. Mai 2000 in Moskau) ist ein russischer Fußballspieler.

## Karriere

### Verein
Ignatow begann seine Karriere bei ZSKA Moskau. Im Januar 2015 wechselte er in die Akademie von Spartak Moskau. Im Januar 2018 rückte er in den Kader der zweiten Mannschaft von Spartak auf. Im März 2018 stand er gegen Lokomotive Moskau erstmals im Kader der ersten Mannschaft. Kurz darauf gab er schließlich auch sein Debüt für Spartak-2 in der zweitklassigen Perwenstwo FNL, als er am 26. Spieltag der Saison 2017/18 gegen den FK Fakel Woronesch in der Startelf stand.
Im September 2018 debütierte Ignatow schließlich gegen den SK Rapid Wien in der UEFA Europa League für die erste Mannschaft Spartaks, im selben Monat gab er gegen ZSKA Moskau auch sein Debüt in der Premjer-Liga. In seiner ersten Spielzeit in der höchsten Spielklasse kam er zu acht Erstligaeinsätzen. In der Saison 2019/20 kam er wieder primär für Spartak-2 zum Einsatz, für die erste Mannschaft spielte er lediglich ein Mal.

### Nationalmannschaft
Ignatow durchlief ab der U-16 sämtliche russische Jugendnationalteams. Im November 2020 debütierte er gegen Ungarn für die U-21-Mannschaft.